# Vietnamské prase

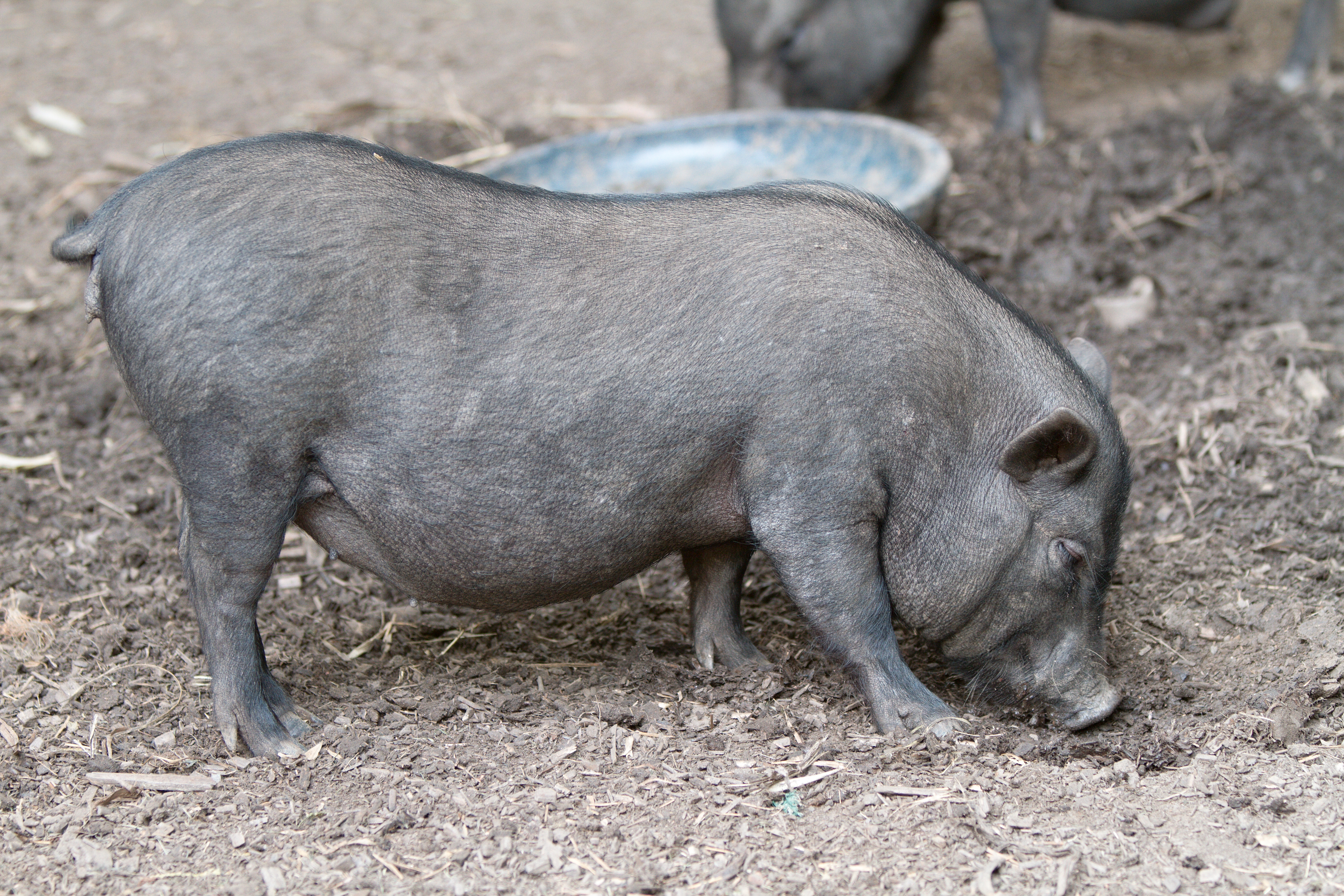
Vietnamské prase

Vietnamské prase nebo přesněji vietnamské svislobřiché prase, vietnamsky Lợn Ỉ, je malé plemeno prasete domácího pocházející z jihovýchodní Asie, které se v průběhu 20. století začalo chovat také v Evropě a Severní Americe, a to jak pro maso, tak jako domácí mazlíček.

## Původ a historie
Vietnamské svislobřiché prase pochází z vietnamských provincií Nam Dinh, Nin Binh a Thai Binh, které se nacházejí na severu země, v nížinné oblasti delty Rudé řeky. Chová se zde již od středověku. Název vietnamské prase není přesný, protože na území Vietnamu se tradičně chová 23 různých plemen prasat. Patří k nim prase muong khuong nebo rezavé prase sin ho, chovaná v horských oblastech, která osahují větší velikosti než svislobřiché prase. Poměrně velké je i černobíle zbarvené prase ba xuong z delty Mekongu v jižním Vietnamu. Naopak prasátko cap nach z oblasti Sapa je podstatně menší. Žádné z těchto plemen nemá velké, prověšené břicho, typické právě pro vietnamské svislobřiché prase.
Již v 60. letech 20. století bylo několik vietnamských svislobřichých prasat vyvezeno do Kanady a Švédska, kde byla chována v zoologických zahradách.
Do Československa bylo vietnamské svislobřiché prase dovezeno v 70. letech 20. století. Zpočátku bylo chováno především v zoologických zahradách, ale po roce 1990 se rozšířilo i do běžných chovů, jako užitkové zvíře i neobvyklý domácí mazlíček. Víc než v čisté linii se uplatňuje v užitkovém kříŽení s jinými plemeny prasat.

## Vzhled a charakteristika

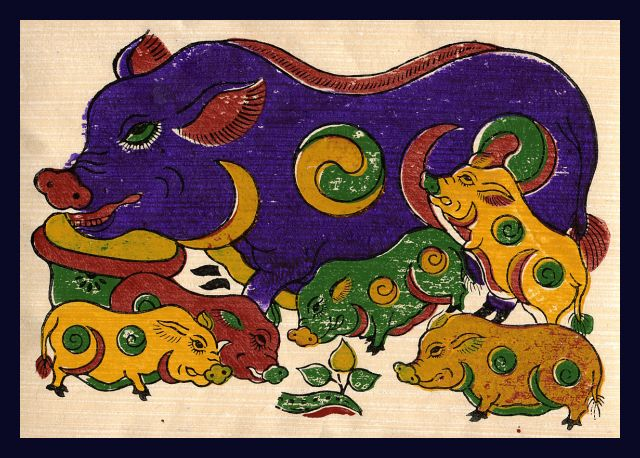
Vietnamská svislobřichá prasátka na vietnamské lidové malbě z Đông Hồ, počátek 20. století

Vietnamské svislobřiché prase se ve Vietnamu nejčastěji chová v černém nebo šedém zbarvení, k dalším varietám patří černobíle strakaté zbarvení nebo bílá barva s černými skvrnami, méně častá jsou prasata zbarvená bíle. Prasata mají nízké nohy, válcovitý trup s objemným břichem, které se v dospělosti dotýká země. Hlava je poměrně krátká s konvexním profilem a četnými záhyby kolem očí a na rypáku. Uši jsou malé, vztyčené. Hmotnost dospělých prasat se pohybuje od 50 do 60 kg, výška v kohoutku u čistokrevných prasat nepřesahuje 45 cm. Kříženci s evropskými prasaty bývají větší a těžší, až kolem 80 kg.

## Chov
Vietnamské svislobřiché prase má klidnou a učenlivou povahu, dá se snadno ochočit. Případy útoku na člověka jsou ojedinělé, většinou se jedná o nehody při krmení.
Jako většina domácích prasat je i vietnamské svislobřiché prase všežravé, ve Vietnamu ho krmí především vodními rostlinami, zbytky při sklizni rýže a banánů. V evropských podmínkách se krmí stejně jako jiná domácí prasata - šrotem, bramborami, granulovaným krmivem, dobře však přijímá i zelené krmivo včetně trávy.
Také odchov svislobřichých prasat není náročný. Březost trvá 110 dní, nebo, jak říkají Vietnamci, tři měsíce, tři týdny a tři dny. Ve vrhu bývá 8-12 selat, která už po deseti dnech od narození začínají přecházet na pevnou potravu, ale mateřské mléko sají nejméně do šestého týdne života. Odstavují se ve věku 6-8 týdnů. Selata jsou odolná proti většině chorob i parazitů a rostou rychleji než u evropských plemen. Pohlavně dospívají již ve věku šesti měsíců. Kříženci svislobřichých prasat s evropskými bílými prasaty nebo prasetem divokým sice nejsou tak raní, ale dosahují vyšší hmotnosti. Kříženci vietnamského svislobřichého prasete s bílými nebo divokými prasaty, obvykle strakatě zbarvená, se často prodávají jako kanadské pastevní prase, je to však nesprávný a zavádějící název. Ve skutečnosti neexistuje žádné plemeno prasat, které by se nazývalo kanadské pastevní.